# Austropaxillus
Austropaxillus is een geslacht van schimmels in de familie Serpulaceae. De typesoort is Austropaxillus statuum.

## Soorten
Volgens Index Fungorum heeft dit geslacht tien soorten (peildatum december 2021):
| Soortnaam                        | Auteur(s)                                | Publicatiejaar |
| -------------------------------- | ---------------------------------------- | -------------- |
| Austropaxillus boletinoides      | (Singer) Bresinsky & Jarosch             | 1999           |
| Austropaxillus chilensis         | (Garrido) Bresinsky & Jarosch            | 1999           |
| Austropaxillus contulmensis      | (Garrido) Bresinsky                      | 1999           |
| Austropaxillus infundibuliformis | (Cleland) Bresinsky & Jarosch            | 1999           |
| Austropaxillus mcnabbii          | (Singer, J. García & L.D. Gómez) Jarosch | 2001           |
| Austropaxillus muelleri          | (Berk.) Bresinsky & Jarosch              | 1999           |
| Austropaxillus nothofagi         | (McNabb) Bresinsky & Jarosch             | 1999           |
| Austropaxillus squarrosus        | (McNabb) Bresinsky & Jarosch             | 1999           |
| Austropaxillus statuum           | (Speg.) Bresinsky & Jarosch              | 1999           |